# Canacea snodgrasii
Canacea snodgrasii är en tvåvingeart som först beskrevs av Daniel William Coquillett 1901.  Canacea snodgrasii ingår i släktet Canacea och familjen Canacidae. Inga underarter finns listade i Catalogue of Life.